# مايك دينونو
مايك دينونو مواليد 29 يناير 1990 في مايوود، هو لاعب كرة سلة محترف إيطالي بدأ مسيرته الاحترافية في سنة 2013. يبلغ طوله 5 قدم 11 بوصة (1.8 م). لعب مع تشيشير فونيكس في دوري كرة السلة البريطاني.